# Souaken
Souaken  (in arabo السواكن‎?) è un centro abitato e comune rurale del Marocco situato nella provincia di Larache, regione di Tangeri-Tetouan-Al Hoceima. Conta una popolazione di 12 632 abitanti (censimento 2014).